# Domingo de Ugartechea

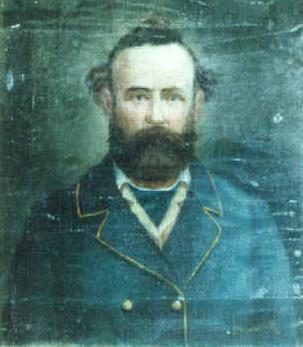
Domingo de Ugartechea

Domingo de Ugartechea (* vor 1813; † 24. Mai 1839 in Saltillo, Coahuila) war ein mexikanischer Offizier.

## Werdegang
Domingo de Ugartechea verfolgte eine Militärlaufbahn. Er diente 1813 als Kadett unter Joaquín de Arredondo bei der Schlacht von Medina, welcher zu jener Zeit Gouverneur von Nuevo Santander im Vizekönigreich Neuspanien war. In den Folgejahren stieg er die Laufbahn auf. Im Juni 1832 kommandierte er als Colonel 125 Mann im Fort Velasco in Texas, was damals noch Teil von Mexiko war. Mit dem Einsatz seiner Artillerie versuchte er die texanischen Truppen unter John Austin während der Unruhen in Anahuac im Jahr 1832 davon abzuhalten eine Kanone von Brazoria (Brazoria County) nach Anahuac (Chambers County) mitzunehmen. Obwohl bei dem elfstündigen Gefecht von Velasco durch die Texaner besiegt, wurde Ugartechea gestattet das Fort zu räumen. 1835 war er Militärkommandant von Coahuila und Texas und kommandierte die Truppen in San Antonio de Béxar Presidio – einem spanischen Fort am San Antonio River, wo er mit Defiziten in der Finanzierung, Vorräten und Bemannung zu kämpfen hatte. Obwohl er auf dem Papier 200 Mann unter sich hatte, war in Wirklichkeit nur die Hälfte von ihnen im aktiven Dienst. Seine Beobachtungen von seinem Standort im Frühjahr 1835 trugen zur Verhärtung der Gesinnungen in Mexiko bezüglich des angloamerikanischen Missbrauchs der Landpolitik und der einheimischen Tejanos in den Departments von Nacogdoches und Bexar bei. Er erachtete die Texaner auch als respektlos gegenüber der mexikanischen Regierung und deren Führung zu sein, was in einem Brief deutlich wurde:

„Nothing is heard but God damn St. Anna. God damn Ugartechea.“

Mitte Mai 1835 arbeitete Ugartechea mit den politischen Behörden zusammen daran einen bewaffneten Konflikt mit den Milizionären unter Juan N. Sequín zu vermeiden, welcher die Stadt Bexar (das heutige San Antonio im Bexar County) in Richtung Monclova (Coahuila) verließ zwecks Unterstützung des dortigen föderalistischen Gouverneurs Augustín Viesca. Nur in letzter Minute konnten Zugeständnisse von José Ángel Navarro ein Zusammenstoßen von der Miliz und Ugartecheas Soldaten verhindern. Im Anschluss daran erhielt und verfasste Ugartechea viele Berichte nach Mexiko, dass sich die Lage im Sommer 1835 zunehmend mehr entspannte und die größte Bedrohung des Friedens nun die Entsendung von mehr Truppen von Mexiko nach Texas wäre. Hingegen änderte er Ende Juli seine Auffassung der Lage gegenüber seinem Vorgesetzten, Martín Perfecto de Cos, dass Verstärkungstruppen nun erforderlich waren.
Im Umgang mit den Menschen in Texas setzte Ugartechea auf Beschwichtigung, um den Frieden aufrechtzuerhalten, wenn seine Haftbefehle durchgeführt wurden. Zu denjenigen, welche er den texanischen Behörden anordnete festzunehmen und festzuhalten, gehörten Abgeordnete der Coahuila Legislature, Anführer des Anahuac-Feldzugs oder Rebellion im Juli 1835, und andere Gegner der Zentralregierung wie Manuel Lorenzo Justiniano de Zavala y Sáenz. Im Laufe des Sommers 1835 wuchs die Einheit unter seinem Kommando auf etwa 500 Mann, was etwa 200 Kavalleristen im aktiven Dienst miteinschloss. Im September 1835 kursierten Berichte, dass Ugartechea diese Verhafteten selbst zu hinrichten beabsichtigte. Tatsächlich wurde Lieutenant Francisco de Castañeda auf seinen Befehl hin nach Gonzales (Gonzales County) hingesandt, um eine Kanone aus den Händen der Texaner zu sichern. Am 2. Oktober 1835 kam es daraufhin zu einem Gefecht bei Gonzales, welches den Beginn des Texanischen Unabhängigkeitskrieges markierte. Ugartechea drängte auf Frieden. Dabei forderte er von den Texanern ihre Waffen zu übergeben oder einen neuen Vormarsch aus San Antonio zu riskieren. Während der durchgeführten Belagerung von Bexar verblieb Ugartechea zunächst in den Forts der Stadt. Eine Kavallerieeinheit von ihm erkundete Mitte Oktober 1835 die Gegend um den Cibolo Creek. Er führte dann am Morgen des 28. Oktobers 1835 eine Einheit von 275 Infanteristen mit zwei Kanonen aus der Stadt und stellte sich den texanischen Truppen beim Gefecht bei Concepción. Am 12. November 1835 kommandierte er eine Kavallerieeinheit, welche die Belagerungslinien durchbrach und sich in das etwa zehn Tage entfernte Rio Grande aufmachte, um sich dort um Verstärkungstruppen zu bemühen. Am 26. November 1835 führte er dann eine Truppe von 454 Wehrpflichtigen und 173 Veteranen aus Laredo (Webb County), um die zentralistische Armee unter Cos bei Bexar zu unterstützen. Ihre Ankunft am 8. Dezember 1835 führte aber zu Nachschubschwierigkeiten bei der zentralistischen Armee und zu der Kapitulation am 9. Dezember 1835. Ugartechea kehrte mit Cos' Truppen nach Laredo zurück. Er kam dann 1836 mit der mexikanischen Armee nach Texas zurück. Ende März 1836 erhielt er den Befehl über die unerfahrenen Truppen, welche in Copano, Victoria und Goliad als Reservetruppen zurückgelassen wurden. Sein Hauptquartier bezog er in der zuletzt genannten Stadt. Ihm oblag die Verantwortung für den Bau der Unterkünfte für die Garnison und der Befestigungsanlagen. Nachdem mexikanischen Rückzug nach der Schlacht von San Jacinto ging Ugartechea nach Matamoros, wo er Berichten zufolge die Indianer dazu bringen wollte gegen die Texaner in den Krieg zu ziehen. Er fuhr fort die zentralistische Sache zu unterstützen. Dabei half er einen föderalistischen Aufstand in Saltillo von seinem Posten in Monterrey im Februar 1839 niederzuschlagen. Er fiel dann bei der Verteidigung von Saltillo am 24. Mai 1839.